# HEC (Londen)
HEC is een Brits historisch merk van motorfietsen.
De bedrijfsnaam was: H.E.C. Power Cycles (Hepburn Engineering Co.) Ltd., London, later Stechford.
HEC was een van de eerste Engelse producenten van "Autocycles", die een 80cc-Levis-tweetaktmotor in een versterkt fietsframe hadden. De productie startte in 1939. Er werden er 885 gemaakt tot de fabriek in 1940 werd gebombardeerd.
Na 1945 verhuisde de firma naar de voormalige Levis-fabriek in Stechford, maar er werden geen autocycles meer gemaakt. De Levis-motor bleef in productie en werd onder andere gebruikt in de Zweedse Apollo-bromfietsen.